# Poveste din cartierul de vest (musical)
Poveste din cartierul de vest (titlul original: în engleză West Side Story) este o adaptare muzicală a temei din tragedia Romeo și Julieta de William Shakespeare, transpusă în zilele noastre de Leonard Bernstein, sub formă de musical, pe un libret de Arthur Laurents și cu versuri create de Stephen Sondheim. În locul familiilor învrăjbite, Montague și Capulet, acum se înfruntă două grupuri etnice rezidente în orașul New York.

## Personaje
The Jets
- Riff, liderul
- Tony, prietenul bun a lui Riff
- Diesel, locotenentul lui Riff

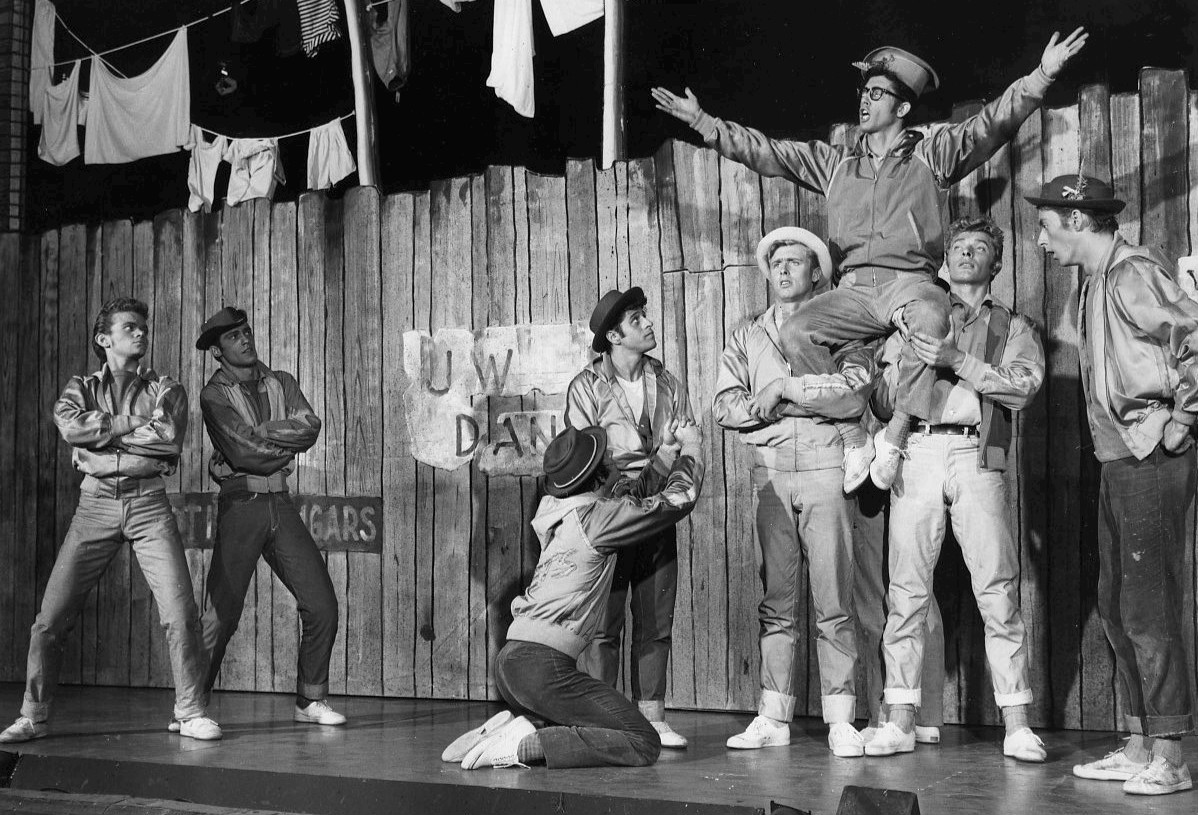
"Gee, Officer Krupke" cântând la Jets, distribuție originală pe Broadway (1957)

- Action, A-Rab, Baby John, Big Deal, Gee-Tar, Mouthpiece, Snowboy, Tiger și Anybodys

Fetele din The Jet
- Velma, prietena lui Riff[1]
- Graziella, prietena lui Diesel
- Minnie, Clarice și Pauline

The Sharks
- Bernardo, liderul
- Chino, prietenul bun a lui Bernardo
- Pepe, secundul la comandă
- Indio, Luis, Anxious, Nibbles, Juano, Toro și Moose

Fetele din The Shark
- Maria, sora lui Bernardo
- Anita, prietena lui Bernardo
- Rosalia, Consuelo, Teresita, Francisca, Estella și Marguerita

Adulții
- Doc, proprietarul magazinului
- Schrank, locotenentul rasist de poliție locală
- Krupke, polițistul de cartier și mâna dreaptă a celor din Shark
- Glad Hand, asistentul social bine intentionat, responsabil de dans

## Conținut
Acțiunea se desfășoară într-un cartier mărginaș din New York, unde se desfășoară o luptă teribilă dintre două bande rivale, una de americani și cealaltă de portoricani, care-și dispută supremația în cartier. Tema centrală o reprezintă dragostea interzisă între Tony, liderul americanilor din banda The Jets, și frumoasa Maria, portoricana de la The Sharks. După tensiuni și lupte, Maria îl găsește mort pe iubitul ei și decide să se sinucidă, precum în drama lui Shakespeare. Cu toate acestea, totul se termină cu o împăcare generată de protestul energic al Mariei împotriva dușmăniilor și luptelor.
La 23 martie 1956 Leonard Bernstein a primit copyright pentru drama „West Side Story” iar premiera a avut loc în august 1957, la Washington DC, și a ținut afișul timp de doi ani, cu 772 de spectacole, după care trupa a efectuat un turneu național.
În 1960, Leonard Bernstein a extras o suită orchestrală de dansuri simfonice care urmează episoadele principale ale dramei.
În 1961, pe baza acestui muzical a fost turnat filmul West Side Story.